# Liolaemus multimaculatus
Liolaemus multimaculatus este o specie de șopârle din genul Liolaemus, familia Tropiduridae, descrisă de Auguste Henri André Duméril și Bibron 1837. Conform Catalogue of Life specia Liolaemus multimaculatus nu are subspecii cunoscute.